# 張春 (布政使)
張春，字景初，河南承宣布政使司開封府許州（今河南省許昌市）人，明朝政治人物。
洪武后期，張春担任刑部郎中。洪武三十年，任都察院右僉都御史，同年改左僉都御史。洪武三十一年，担任刑部员外郎。随后改任福建布政使右參政、左参政。永乐元年，任浙江布政司左參政。永乐六年，升户部右侍郎。永乐十一年，任山西右布政使。